# Lista de territórios administrados ou dependentes de outros países
Esta é uma lista de territórios administrados ou dependentes de outros países. 

## Austrália
- Ilhas Ashmore e Cartier
- Ilhas dos Cocos (Keeling)
- Ilha Heard e Ilhas McDonald
- Ilhas do Mar de Coral
- Ilha do Natal
- Ilha Norfolque
- Território Antártico Australiano

## China
- Hong Kong
- Macau

## Dinamarca
- Ilhas Faroé
- Groenlândia

## Estados Unidos
- Ilha Baker
- Guame
- Ilha Howland
- Ilha Jarvis
- Atol Johnston
- Recife Kingman
- Ilhas Marianas Setentrionais
- Atol Midway
- Ilha da Navassa
- Atol Palmyra
- Porto Rico
- Samoa Americana
- Ilhas Virgens dos Estados Unidos
- Ilha Wake

## França
- Coletividades e territórios ultramarinos (dependências):
- Ilha de Clipperton
- Nova Caledónia
- Polinésia Francesa
  -  Marquesas
  -  Ilhas do Barlavento (Arquipélago da Sociedade)
  -  Arquipélago de Tuamotu
  -  Arquipélago das Austrais
  -  Ilhas de Sotavento (Arquipélago da Sociedade)
- São Bartolomeu
- São Martinho
- São Pedro e Miquelão
- Terras Austrais e Antárticas Francesas
  - Ilhas Kerguelen
  - Ilha de São Paulo e Amsterdã
  - Terra Adélia
  - Ilhas Crozet
  - Ilhas Esparsas
- Wallis e Futuna
  - Waliis
  - Futuna
  - Alofi

Departamentos ultramarinos (parte integrante de França):
- Guadalupe
- Guiana Francesa
- Mayotte
- Martinica
- Reunião

## Noruega
- Ilha Bouvet
- Jan Mayen
- Ilha de Pedro I
- Svalbard
- Terra da Rainha Maud

## Nova Zelândia
- Ilhas Cook
- Niuê
- Dependência de Ross
- Tokelau

Outras Ilhas:
- Ilhas Chatham
- Ilhas Kermadec
- Ilhas Auckland
- Ilhas Bounty
- Ilha Campbell
- Ilhas Antípodas
- Ilhas Snares
- Ilhas Balleny

## Países Baixos
Países constituintes do Reino dos Países Baixos:
- Aruba
- Curaçau
- São Martinho

Municípios especiais (parte integrante dos Países Baixos):
- Bonaire
- Saba
- Santo Eustáquio

## Reino Unido
Territórios ultramarinos:
- Acrotíri e Deceleia
- Anguila
- Bermuda
- Ilhas Caimão
- Geórgia do Sul e Ilhas Sanduíche do Sul
- Gibraltar
- Ilhas Malvinas
- Monserrate
- Ilhas Pitcairn
- Santa Helena, Ascensão e Tristão da Cunha
  -  Santa Helena
  -  Ilha de Ascensão
  -  Tristão da Cunha
  - Ilha Nightingale
  - Ilha Inacessível
  - Ilha de Gonçalo Álvares
- Território Antártico Britânico
- Território Britânico do Oceano Índico
- Ilhas Turcas e Caicos
- Ilhas Virgens Britânicas

 Dependências da coroa:
- Guernesey
  -  Alderney
  -  Herm
  -  Sark
- Jersey
- Ilha de Man